# Tiptronic
Tiptronic er et varemærke registreret til Porsche til en type automatgearkasser.
Navnet Tiptronic blev første gang benyttet til den fra januar 1990 mod merpris til Porsche 911 (type 964) tilgængelige firetrins automatgearkasse. Den af ZF Friedrichshafen fremstillede gearkasse adskiller sig konstruktivt fra det semiautomatiske Porsche "Sportomatic"-gear med fire hhv. fra modelår 1976 tre gear, som kunne fås mellem 1968 og 1980. Selv om ordmærket Tiptronic tilhører Porsche, har Audi og Volkswagen siden 1990'erne også benyttet denne betegnelse til nogle af deres automatgearkasser.
Tiptronic-gearvælgeren har i venstre side en bane de samme gearpositioner som en normal automatgearkasse, mens gearvælgeren fra position D kan flyttes ud i en anden, parallel bane hvor man kan trykke gearvælgeren fremad mod "+" for at vælge et højere eller bagud mod "-" for at vælge et lavere gear manuelt. I versionen Tiptronic S, som første gang kom i 1995-modellen af Porsche 993, kan manuelt gearskift også gennemføres med de på rattet monterede vippetaster. Nyere Porsche-modeller har i stedet taster, som der trækkes i eller trykkes på. Audi benytter til ratbetjening af deres Tiptronic derimod såkaldte skiftepedaler, som er vippeknapper monteret bag rattet som man trækker i. På højre knap skifter man op og på venstre ned. Denne variant benyttes delvist også af Porsche.